# 全国高等学校野球選手権大会 (高知県勢)
全国高等学校野球選手権大会における高知県勢の成績について記す。

## 大会結果
| 大会（年度）          | 代表校                                         | 試合結果                                       | 試合結果                                       | 成績                                           |
| --------------------- | ---------------------------------------------- | ---------------------------------------------- | ---------------------------------------------- | ---------------------------------------------- |
| 第28回大会（1946年）  | 城東中（四国・初出場）                         | 1回戦                                          | ○ 6 - 2 芦屋中                                 | 2回戦                                          |
| 第28回大会（1946年）  | 城東中（四国・初出場）                         | 2回戦                                          | ● 2 - 7 松本市中                               | 2回戦                                          |
| 第30回大会（1948年）  | 高知商（南四国・初出場）                       | 2回戦                                          | ○ 8 - 4 柳井                                   | ベスト8                                        |
| 第30回大会（1948年）  | 高知商（南四国・初出場）                       | 準々決勝                                       | ● 6 - 8 岐阜一                                 | ベスト8                                        |
| 第33回大会（1951年）  | 高知商（南四国・3年ぶり2回目）                 | 1回戦                                          | ○ 9 - 3 静岡城内                               | 2回戦                                          |
| 第33回大会（1951年）  | 高知商（南四国・3年ぶり2回目）                 | 2回戦                                          | ● 4 - 6 敦賀                                   | 2回戦                                          |
| 第35回大会（1953年）  | 土佐（南四国・初出場）                         | 2回戦                                          | ○ 15 - 3 金沢泉丘                              | 準優勝                                         |
| 第35回大会（1953年）  | 土佐（南四国・初出場）                         | 準々決勝                                       | ○ 3 - 0 浪華商                                 | 準優勝                                         |
| 第35回大会（1953年）  | 土佐（南四国・初出場）                         | 準決勝                                         | ○ 6 - 0 中京商                                 | 準優勝                                         |
| 第35回大会（1953年）  | 土佐（南四国・初出場）                         | 決勝                                           | ● 2 - 3 松山商（延長13回）                     | 準優勝                                         |
| 第36回大会（1954年）  | 高知商（南四国・3年ぶり3回目）                 | 1回戦                                          | ○ 5 - 4 平安                                   | ベスト4                                        |
| 第36回大会（1954年）  | 高知商（南四国・3年ぶり3回目）                 | 2回戦                                          | ○ 8 - 3 鶴見工                                 | ベスト4                                        |
| 第36回大会（1954年）  | 高知商（南四国・3年ぶり3回目）                 | 準々決勝                                       | ○ 5x - 4 早稲田実                              | ベスト4                                        |
| 第36回大会（1954年）  | 高知商（南四国・3年ぶり3回目）                 | 準決勝                                         | ● 1 - 3 静岡商                                 | ベスト4                                        |
| 第37回大会（1955年）  | 城東（南四国・初出場）                         | 1回戦                                          | ○ 3 - 0 静岡                                   | ベスト8                                        |
| 第37回大会（1955年）  | 城東（南四国・初出場）                         | 2回戦                                          | ○ 4 - 1 伊那北                                 | ベスト8                                        |
| 第37回大会（1955年）  | 城東（南四国・初出場）                         | 準々決勝                                       | ● 0 - 1 四日市                                 | ベスト8                                        |
| 第39回大会（1957年）  | 高知（南四国・2年ぶり2回目）                   | 2回戦                                          | ● 1 - 2 戸畑                                   | 初戦敗退                                       |
| 第40回大会（1958年）  | 高知商（4年ぶり4回目）                         | 1回戦                                          | ○ 6 - 1 東奥義塾                               | ベスト4                                        |
| 第40回大会（1958年）  | 高知商（4年ぶり4回目）                         | 2回戦                                          | ○ 5 - 0 松阪商                                 | ベスト4                                        |
| 第40回大会（1958年）  | 高知商（4年ぶり4回目）                         | 3回戦                                          | ○ 4 - 1 銚子商                                 | ベスト4                                        |
| 第40回大会（1958年）  | 高知商（4年ぶり4回目）                         | 準々決勝                                       | ○ 2 - 0 平安                                   | ベスト4                                        |
| 第40回大会（1958年）  | 高知商（4年ぶり4回目）                         | 準決勝                                         | ● 0 - 1 柳井                                   | ベスト4                                        |
| 第41回大会（1959年）  | 高知商（南四国・2年連続5回目）                 | 1回戦                                          | ○ 3 - 0 新庄北                                 | ベスト8                                        |
| 第41回大会（1959年）  | 高知商（南四国・2年連続5回目）                 | 2回戦                                          | ○ 1 - 0 川越                                   | ベスト8                                        |
| 第41回大会（1959年）  | 高知商（南四国・2年連続5回目）                 | 準々決勝                                       | ● 0 - 1x 宇都宮工                              | ベスト8                                        |
| 第43回大会（1961年）  | 高知商（南四国・2年ぶり6回目）                 | 1回戦                                          | ○ 5 - 0 高田                                   | 2回戦                                          |
| 第43回大会（1961年）  | 高知商（南四国・2年ぶり6回目）                 | 2回戦                                          | ● 7 - 8 中京商                                 | 2回戦                                          |
| 第45回大会（1963年）  | 高知（6年ぶり3回目）                           | 2回戦                                          | ● 3 - 4x 東奥義塾（延長10回）                  | 初戦敗退                                       |
| 第46回大会（1964年）  | 高知（南四国・2年連続4回目）                   | 1回戦                                          | ○ 4 - 1 秋田工                                 | 優勝                                           |
| 第46回大会（1964年）  | 高知（南四国・2年連続4回目）                   | 2回戦                                          | ○ 3 - 2 花巻商                                 | 優勝                                           |
| 第46回大会（1964年）  | 高知（南四国・2年連続4回目）                   | 準々決勝                                       | ○ 5 - 2 平安                                   | 優勝                                           |
| 第46回大会（1964年）  | 高知（南四国・2年連続4回目）                   | 準決勝                                         | ○ 1 - 0 宮崎商                                 | 優勝                                           |
| 第46回大会（1964年）  | 高知（南四国・2年連続4回目）                   | 決勝                                           | ○ 2 - 0 早鞆                                   | 優勝                                           |
| 第49回大会（1967年）  | 土佐（南四国・14年ぶり2回目）                  | 1回戦                                          | ○ 6 - 3 浜松商（延長11回）                     | ベスト8                                        |
| 第49回大会（1967年）  | 土佐（南四国・14年ぶり2回目）                  | 2回戦                                          | ○ 2 - 0 武相                                   | ベスト8                                        |
| 第49回大会（1967年）  | 土佐（南四国・14年ぶり2回目）                  | 準々決勝                                       | ● 1 - 2 中京                                   | ベスト8                                        |
| 第50回大会（1968年）  | 高知（4年ぶり5回目）                           | 1回戦                                          | ○ 4 - 3 北海                                   | 3回戦                                          |
| 第50回大会（1968年）  | 高知（4年ぶり5回目）                           | 2回戦                                          | ○ 1 - 0 北日本学院                             | 3回戦                                          |
| 第50回大会（1968年）  | 高知（4年ぶり5回目）                           | 3回戦                                          | ● 2 - 9 倉敷工                                 | 3回戦                                          |
| 第51回大会（1969年）  | 高知商（南四国・8年ぶり7回目）                 | 1回戦                                          | ● 0 - 10 松山商                                | 初戦敗退                                       |
| 第52回大会（1970年）  | 高知商（南四国・2年連続8回目）                 | 1回戦                                          | ● 4 - 7 銚子商                                 | 初戦敗退                                       |
| 第54回大会（1972年）  | 高知商（南四国・2年ぶり9回目）                 | 1回戦                                          | ○ 4 - 2 日大桜丘（延長11回）                   | ベスト4                                        |
| 第54回大会（1972年）  | 高知商（南四国・2年ぶり9回目）                 | 2回戦                                          | ○ 3 - 1 東洋大姫路                             | ベスト4                                        |
| 第54回大会（1972年）  | 高知商（南四国・2年ぶり9回目）                 | 準々決勝                                       | ○ 4 - 2 中京                                   | ベスト4                                        |
| 第54回大会（1972年）  | 高知商（南四国・2年ぶり9回目）                 | 準決勝                                         | ● 2 - 7 柳井                                   | ベスト4                                        |
| 第55回大会（1973年）  | 高知商（2年連続10回目）                        | 2回戦                                          | ○ 5 - 3 東邦                                   | ベスト8                                        |
| 第55回大会（1973年）  | 高知商（2年連続10回目）                        | 3回戦                                          | ○ 2x - 1 盛岡三（延長14回）                    | ベスト8                                        |
| 第55回大会（1973年）  | 高知商（2年連続10回目）                        | 準々決勝                                       | ● 2 - 7 広島商                                 | ベスト8                                        |
| 第56回大会（1974年）  | 高知（南四国・6年ぶり6回目）                   | 2回戦                                          | ● 1 - 2 中京商                                 | 初戦敗退                                       |
| 第57回大会（1975年）  | 土佐（南四国・8年ぶり3回目）                   | 2回戦                                          | ○ 8 - 1 桂                                     | 3回戦                                          |
| 第57回大会（1975年）  | 土佐（南四国・8年ぶり3回目）                   | 3回戦                                          | ● 3 - 4 上尾                                   | 3回戦                                          |
| 第59回大会（1977年）  | 高知（南四国・3年ぶり7回目）                   | 1回戦                                          | ○ 5 - 1 仙台育英                               | ベスト8                                        |
| 第59回大会（1977年）  | 高知（南四国・3年ぶり7回目）                   | 2回戦                                          | ○ 7 - 6 福井商                                 | ベスト8                                        |
| 第59回大会（1977年）  | 高知（南四国・3年ぶり7回目）                   | 3回戦                                          | ○ 3 - 2 宇都宮学園                             | ベスト8                                        |
| 第59回大会（1977年）  | 高知（南四国・3年ぶり7回目）                   | 準々決勝                                       | ● 1 - 2 大鉄                                   | ベスト8                                        |
| 第60回大会（1978年）  | 高知商（5年ぶり11回目）                        | 1回戦                                          | ○ 5 - 1 東海大四                               | 準優勝                                         |
| 第60回大会（1978年）  | 高知商（5年ぶり11回目）                        | 2回戦                                          | ○ 14 - 6 倉吉北                                | 準優勝                                         |
| 第60回大会（1978年）  | 高知商（5年ぶり11回目）                        | 3回戦                                          | ○ 4 - 2 仙台育英                               | 準優勝                                         |
| 第60回大会（1978年）  | 高知商（5年ぶり11回目）                        | 準々決勝                                       | ○ 9 - 2 報徳学園                               | 準優勝                                         |
| 第60回大会（1978年）  | 高知商（5年ぶり11回目）                        | 準決勝                                         | ○ 4 - 0 岡山東商                               | 準優勝                                         |
| 第60回大会（1978年）  | 高知商（5年ぶり11回目）                        | 決勝                                           | ● 2 - 3x PL学園                                | 準優勝                                         |
| 第61回大会（1979年）  | 高知（2年ぶり8回目）                           | 1回戦                                          | ○ 7 - 3 市銚子                                 | ベスト8                                        |
| 第61回大会（1979年）  | 高知（2年ぶり8回目）                           | 2回戦                                          | ○ 4x - 3 富士（延長15回）                      | ベスト8                                        |
| 第61回大会（1979年）  | 高知（2年ぶり8回目）                           | 3回戦                                          | ○ 5 - 1 都城                                   | ベスト8                                        |
| 第61回大会（1979年）  | 高知（2年ぶり8回目）                           | 準々決勝                                       | ● 1 - 5 池田                                   | ベスト8                                        |
| 第62回大会（1980年）  | 高知商（2年ぶり12回目）                        | 1回戦                                          | ○ 2 - 0 松商学園                               | 2回戦                                          |
| 第62回大会（1980年）  | 高知商（2年ぶり12回目）                        | 2回戦                                          | ● 0 - 5 箕島                                   | 2回戦                                          |
| 第63回大会（1981年）  | 高知（2年ぶり9回目）                           | 1回戦                                          | ● 0 - 4 早稲田実                               | 初戦敗退                                       |
| 第64回大会（1982年）  | 高知商（2年ぶり13回目）                        | 1回戦                                          | ○ 5 - 4 安積商                                 | 2回戦                                          |
| 第64回大会（1982年）  | 高知商（2年ぶり13回目）                        | 2回戦                                          | ● 3 - 4x 東海大甲府                            | 2回戦                                          |
| 第65回大会（1983年）  | 高知商（2年連続14回目）                        | 2回戦                                          | ○ 5 - 3 秋田                                   | ベスト8                                        |
| 第65回大会（1983年）  | 高知商（2年連続14回目）                        | 3回戦                                          | ○ 8 - 2 箕島                                   | ベスト8                                        |
| 第65回大会（1983年）  | 高知商（2年連続14回目）                        | 準々決勝                                       | ● 9 - 10 PL学園                                | ベスト8                                        |
| 第66回大会（1984年）  | 明徳義塾（初出場）                             | 1回戦                                          | ○ 11 - 2 県岐阜商                              | 3回戦                                          |
| 第66回大会（1984年）  | 明徳義塾（初出場）                             | 2回戦                                          | ○ 6 - 0 広尾                                   | 3回戦                                          |
| 第66回大会（1984年）  | 明徳義塾（初出場）                             | 3回戦                                          | ● 2 - 4 新潟南                                 | 3回戦                                          |
| 第67回大会（1985年）  | 高知商（2年ぶり15回目）                        | 1回戦                                          | ○ 9 - 2 藤嶺藤沢                               | ベスト8                                        |
| 第67回大会（1985年）  | 高知商（2年ぶり15回目）                        | 2回戦                                          | ○ 4 - 0 志度商                                 | ベスト8                                        |
| 第67回大会（1985年）  | 高知商（2年ぶり15回目）                        | 3回戦                                          | ○ 3x - 2 川之江（延長11回）                    | ベスト8                                        |
| 第67回大会（1985年）  | 高知商（2年ぶり15回目）                        | 準々決勝                                       | ● 3 - 6 PL学園                                 | ベスト8                                        |
| 第68回大会（1986年）  | 高知商（2年連続16回目）                        | 2回戦                                          | ○ 4 - 3 小松（延長11回）                       | ベスト8                                        |
| 第68回大会（1986年）  | 高知商（2年連続16回目）                        | 3回戦                                          | ○ 2 - 1 享栄                                   | ベスト8                                        |
| 第68回大会（1986年）  | 高知商（2年連続16回目）                        | 準々決勝                                       | ● 0 - 4 浦和学院                               | ベスト8                                        |
| 第69回大会（1987年）  | 伊野商（初出場）                               | 1回戦                                          | ● 1 - 2 東亜学園                               | 初戦敗退                                       |
| 第70回大会（1988年）  | 高知商（2年ぶり17回目）                        | 2回戦                                          | ● 2 - 3 愛工大名電                             | 初戦敗退                                       |
| 第71回大会（1989年）  | 土佐（14年ぶり4回目）                          | 1回戦                                          | ● 0 - 2 東亜学園                               | 初戦敗退                                       |
| 第72回大会（1990年）  | 高知商（2年ぶり18回目）                        | 1回戦                                          | ○ 11 - 7 大宮東                                | 2回戦                                          |
| 第72回大会（1990年）  | 高知商（2年ぶり18回目）                        | 2回戦                                          | ● 3 - 4 鹿児島実（延長12回）                   | 2回戦                                          |
| 第73回大会（1991年）  | 明徳義塾（7年ぶり2回目）                       | 1回戦                                          | ○ 6 - 0 市岐阜商                               | 2回戦                                          |
| 第73回大会（1991年）  | 明徳義塾（7年ぶり2回目）                       | 2回戦                                          | ● 5 - 6 沖縄水産                               | 2回戦                                          |
| 第74回大会（1992年）  | 明徳義塾（2年連続3回目）                       | 2回戦                                          | ○ 3 - 2 星稜                                   | 3回戦                                          |
| 第74回大会（1992年）  | 明徳義塾（2年連続3回目）                       | 3回戦                                          | ● 0 - 8 広島工                                 | 3回戦                                          |
| 第75回大会（1993年）  | 高知商（3年ぶり19回目）                        | 2回戦                                          | ○ 4 - 2 掛川西                                 | 3回戦                                          |
| 第75回大会（1993年）  | 高知商（3年ぶり19回目）                        | 3回戦                                          | ● 4 - 5 小林西                                 | 3回戦                                          |
| 第76回大会（1994年）  | 宿毛（初出場）                                 | 2回戦                                          | ● 1 - 4 長崎北陽台                             | 初戦敗退                                       |
| 第77回大会（1995年）  | 高知商（2年ぶり20回目）                        | 1回戦                                          | ○ 7 - 5 盛岡大付                               | 2回戦                                          |
| 第77回大会（1995年）  | 高知商（2年ぶり20回目）                        | 2回戦                                          | ● 0 - 3 銚子商                                 | 2回戦                                          |
| 第78回大会（1996年）  | 明徳義塾（4年ぶり4回目）                       | 1回戦                                          | ○ 12 - 0 常葉菊川                              | 2回戦                                          |
| 第78回大会（1996年）  | 明徳義塾（4年ぶり4回目）                       | 2回戦                                          | ● 3 - 4 新野                                   | 2回戦                                          |
| 第79回大会（1997年）  | 高知商（2年ぶり21回目）                        | 1回戦                                          | ○ 6 - 3 旭川大                                 | 2回戦                                          |
| 第79回大会（1997年）  | 高知商（2年ぶり21回目）                        | 2回戦                                          | ● 0 - 5 平安                                   | 2回戦                                          |
| 第80回大会（1998年）  | 明徳義塾（2年ぶり5回目）                       | 1回戦                                          | ○ 6x - 5 桐生第一（延長10回）                  | ベスト4                                        |
| 第80回大会（1998年）  | 明徳義塾（2年ぶり5回目）                       | 2回戦                                          | ○ 7 - 2 金足農                                 | ベスト4                                        |
| 第80回大会（1998年）  | 明徳義塾（2年ぶり5回目）                       | 3回戦                                          | ○ 5 - 2 日南学園                               | ベスト4                                        |
| 第80回大会（1998年）  | 明徳義塾（2年ぶり5回目）                       | 準々決勝                                       | ○ 11 - 2 関大一                                | ベスト4                                        |
| 第80回大会（1998年）  | 明徳義塾（2年ぶり5回目）                       | 準決勝                                         | ● 6 - 7x 横浜                                  | ベスト4                                        |
| 第81回大会（1999年）  | 明徳義塾（2年連続6回目）                       | 1回戦                                          | ○ 9 - 1 栃木南                                 | 2回戦                                          |
| 第81回大会（1999年）  | 明徳義塾（2年連続6回目）                       | 2回戦                                          | ● 5 - 6x 長崎日大（延長11回）                  | 2回戦                                          |
| 第82回大会（2000年）  | 明徳義塾（3年連続7回目）                       | 1回戦                                          | ○ 3 - 0 専大北上                               | 2回戦                                          |
| 第82回大会（2000年）  | 明徳義塾（3年連続7回目）                       | 2回戦                                          | ● 4 - 9 PL学園                                 | 2回戦                                          |
| 第83回大会（2001年）  | 明徳義塾（4年連続8回目）                       | 1回戦                                          | ○ 10 - 0 十日町                                | 2回戦                                          |
| 第83回大会（2001年）  | 明徳義塾（4年連続8回目）                       | 2回戦                                          | ● 1 - 2 習志野                                 | 2回戦                                          |
| 第84回大会（2002年）  | 明徳義塾（5年連続9回目）                       | 1回戦                                          | ○ 5 - 0 酒田南                                 | 優勝                                           |
| 第84回大会（2002年）  | 明徳義塾（5年連続9回目）                       | 2回戦                                          | ○ 9 - 3 青森山田                               | 優勝                                           |
| 第84回大会（2002年）  | 明徳義塾（5年連続9回目）                       | 3回戦                                          | ○ 7 - 6 常総学院                               | 優勝                                           |
| 第84回大会（2002年）  | 明徳義塾（5年連続9回目）                       | 準々決勝                                       | ○ 7 - 2 広陵                                   | 優勝                                           |
| 第84回大会（2002年）  | 明徳義塾（5年連続9回目）                       | 準決勝                                         | ○ 10 - 1 川之江                                | 優勝                                           |
| 第84回大会（2002年）  | 明徳義塾（5年連続9回目）                       | 決勝                                           | ○ 7 - 2 智弁和歌山                             | 優勝                                           |
| 第85回大会（2003年）  | 明徳義塾（6年連続10回目）                      | 1回戦                                          | ○ 4 - 1 横浜商大                               | 2回戦                                          |
| 第85回大会（2003年）  | 明徳義塾（6年連続10回目）                      | 2回戦                                          | ● 1 - 2 平安                                   | 2回戦                                          |
| 第86回大会（2004年）  | 明徳義塾（7年連続11回目）                      | 1回戦                                          | ○ 15 - 2 盛岡大付                              | 3回戦                                          |
| 第86回大会（2004年）  | 明徳義塾（7年連続11回目）                      | 2回戦                                          | ○ 4x - 3 熊本工                                | 3回戦                                          |
| 第86回大会（2004年）  | 明徳義塾（7年連続11回目）                      | 3回戦                                          | ● 5 - 7 横浜                                   | 3回戦                                          |
| 第87回大会（2005年）  | 高知（24年ぶり10回目）                         | 2回戦                                          | ● 2 - 6 日大三                                 | 初戦敗退                                       |
| 第88回大会（2006年）  | 高知商（9年ぶり22回目）                        | 1回戦                                          | ○ 10 - 7 白樺学園                              | 2回戦                                          |
| 第88回大会（2006年）  | 高知商（9年ぶり22回目）                        | 2回戦                                          | ● 2 - 3 鹿児島工                               | 2回戦                                          |
| 第89回大会（2007年）  | 高知（2年ぶり11回目）                          | 2回戦                                          | ● 4 - 6 楊志館                                 | 初戦敗退                                       |
| 第90回大会（2008年）  | 高知（2年連続12回目）                          | 1回戦                                          | ● 5 - 8 広陵                                   | 初戦敗退                                       |
| 第91回大会（2009年）  | 高知（3年連続13回目）                          | 1回戦                                          | ○ 9 - 3 如水館                                 | 2回戦                                          |
| 第91回大会（2009年）  | 高知（3年連続13回目）                          | 2回戦                                          | ● 6 - 7 常葉橘                                 | 2回戦                                          |
| 第92回大会（2010年）  | 明徳義塾（6年ぶり12回目）                      | 1回戦                                          | ○ 6 - 2 本庄一                                 | 2回戦                                          |
| 第92回大会（2010年）  | 明徳義塾（6年ぶり12回目）                      | 2回戦                                          | ● 2 - 8 興南                                   | 2回戦                                          |
| 第93回大会（2011年）  | 明徳義塾（2年連続13回目）                      | 1回戦                                          | ○ 3x - 2 北海                                  | 2回戦                                          |
| 第93回大会（2011年）  | 明徳義塾（2年連続13回目）                      | 2回戦                                          | ● 3 - 9 習志野                                 | 2回戦                                          |
| 第94回大会（2012年）  | 明徳義塾（3年連続14回目）                      | 2回戦                                          | ○ 3 - 2 酒田南                                 | ベスト4                                        |
| 第94回大会（2012年）  | 明徳義塾（3年連続14回目）                      | 3回戦                                          | ○ 4 - 0 新潟明訓                               | ベスト4                                        |
| 第94回大会（2012年）  | 明徳義塾（3年連続14回目）                      | 準々決勝                                       | ○ 4 - 1 倉敷商                                 | ベスト4                                        |
| 第94回大会（2012年）  | 明徳義塾（3年連続14回目）                      | 準決勝                                         | ● 0 - 4 大阪桐蔭                               | ベスト4                                        |
| 第95回大会（2013年）  | 明徳義塾（4年連続15回目）                      | 2回戦                                          | ○ 2 - 1 瀬戸内                                 | ベスト8                                        |
| 第95回大会（2013年）  | 明徳義塾（4年連続15回目）                      | 3回戦                                          | ○ 5 - 1 大阪桐蔭                               | ベスト8                                        |
| 第95回大会（2013年）  | 明徳義塾（4年連続15回目）                      | 準々決勝                                       | ● 3 - 4 日大山形                               | ベスト8                                        |
| 第96回大会（2014年）  | 明徳義塾（5年連続16回目）                      | 1回戦                                          | ○ 10 - 4 智弁学園                              | 2回戦                                          |
| 第96回大会（2014年）  | 明徳義塾（5年連続16回目）                      | 2回戦                                          | ● 3 - 5 大阪桐蔭                               | 2回戦                                          |
| 第97回大会（2015年）  | 明徳義塾（6年連続17回目）                      | 1回戦                                          | ● 3 - 4x 敦賀気比（延長10回）                  | 初戦敗退                                       |
| 第98回大会（2016年）  | 明徳義塾（7年連続18回目）                      | 2回戦                                          | ○ 7 - 2 境                                     | ベスト4                                        |
| 第98回大会（2016年）  | 明徳義塾（7年連続18回目）                      | 3回戦                                          | ○ 13 - 5 嘉手納                                | ベスト4                                        |
| 第98回大会（2016年）  | 明徳義塾（7年連続18回目）                      | 準々決勝                                       | ○ 3 - 0 鳴門                                   | ベスト4                                        |
| 第98回大会（2016年）  | 明徳義塾（7年連続18回目）                      | 準決勝                                         | ● 2 - 10 作新学院                              | ベスト4                                        |
| 第99回大会（2017年）  | 明徳義塾（8年連続19回目）                      | 1回戦                                          | ○ 6 - 3 日大山形（延長12回）                   | 2回戦                                          |
| 第99回大会（2017年）  | 明徳義塾（8年連続19回目）                      | 2回戦                                          | ● 1 - 3 前橋育英                               | 2回戦                                          |
| 第100回大会（2018年） | 高知商（12年ぶり23回目）                       | 1回戦                                          | ○ 14 - 12 山梨学院                             | 3回戦                                          |
| 第100回大会（2018年） | 高知商（12年ぶり23回目）                       | 2回戦                                          | ○ 12 - 6 慶応                                  | 3回戦                                          |
| 第100回大会（2018年） | 高知商（12年ぶり23回目）                       | 3回戦                                          | ● 1 - 3 済美                                   | 3回戦                                          |
| 第101回大会（2019年） | 明徳義塾（2年ぶり20回目）                      | 1回戦                                          | ○ 6 - 4 藤蔭                                   | 2回戦                                          |
| 第101回大会（2019年） | 明徳義塾（2年ぶり20回目）                      | 2回戦                                          | ● 1 - 7 智弁和歌山                             | 2回戦                                          |
| 第102回大会（2020年） | （新型コロナウイルス感染症流行による大会中止） | （新型コロナウイルス感染症流行による大会中止） | （新型コロナウイルス感染症流行による大会中止） | （新型コロナウイルス感染症流行による大会中止） |
| 第103回大会（2021年） | 明徳義塾（2大会連続21回目）                    | 1回戦                                          | ○ 3x - 2 県岐阜商                              | ベスト8                                        |
| 第103回大会（2021年） | 明徳義塾（2大会連続21回目）                    | 2回戦                                          | ○ 8 - 2 ノースアジア大明桜                     | ベスト8                                        |
| 第103回大会（2021年） | 明徳義塾（2大会連続21回目）                    | 3回戦                                          | ○ 2 - 0 松商学園                               | ベスト8                                        |
| 第103回大会（2021年） | 明徳義塾（2大会連続21回目）                    | 準々決勝                                       | ● 2 - 3x 智弁学園                              | ベスト8                                        |
| 第104回大会（2022年） | 明徳義塾（3大会連続22回目）                    | 2回戦                                          | ● 1 - 2 九州国際大付                           | 初戦敗退                                       |
| 第105回大会（2023年） | 高知中央（初出場）                             | 1回戦                                          | ○ 9 - 4 川之江                                 | 2回戦                                          |
| 第105回大会（2023年） | 高知中央（初出場）                             | 2回戦                                          | ● 4 - 10 履正社                                | 2回戦                                          |
| 第106回大会（2024年） | 明徳義塾（2年ぶり23回目）                      | 2回戦                                          | ○ 7 - 0 鳥取城北                               | 3回戦                                          |
| 第106回大会（2024年） | 明徳義塾（2年ぶり23回目）                      | 3回戦                                          | ● 2 - 3 関東第一                               | 3回戦                                          |
| 第107回大会（2025年） | 高知中央（2年ぶり2回目）                       | 1回戦                                          | ● 4 - 6 綾羽（延長10回TB）                     | 初戦敗退                                       |

## 通算成績
| 出場 | 試合 | 勝利 | 敗戦 | 引分 | 勝率 | 優勝 | 準優勝 | ベスト4 | ベスト8 |
| ---- | ---- | ---- | ---- | ---- | ---- | ---- | ------ | ------- | ------- |
| 68   | 166  | 100  | 66   | 0    | .602 | 2    | 2      | 6       | 12      |

## 学校別成績
| 校名       | 出場 | 直近出場 | 勝敗     | 最高成績 | 前身校 |
| ---------- | ---- | -------- | -------- | -------- | ------ |
| 明徳義塾   | 23回 | 2024年   | 38勝22敗 | 優勝1回  |        |
| 高知商     | 23回 | 2018年   | 38勝23敗 | 準優勝   |        |
| 高知       | 13回 | 2009年   | 16勝12敗 | 優勝1回  | 城東   |
| 土佐       | 4回  | 1989年   | 6勝4敗   | 準優勝   |        |
| 高知中央   | 2回  | 2025年   | 1勝2敗   | 2回戦    |        |
| 高知追手前 | 1回  | 1946年   | 1勝1敗   | 2回戦    | 城東中 |
| 伊野商     | 1回  | 1987年   | 0勝1敗   | 初戦敗退 |        |
| 宿毛       | 1回  | 1994年   | 0勝1敗   | 初戦敗退 |        |